# Esalen

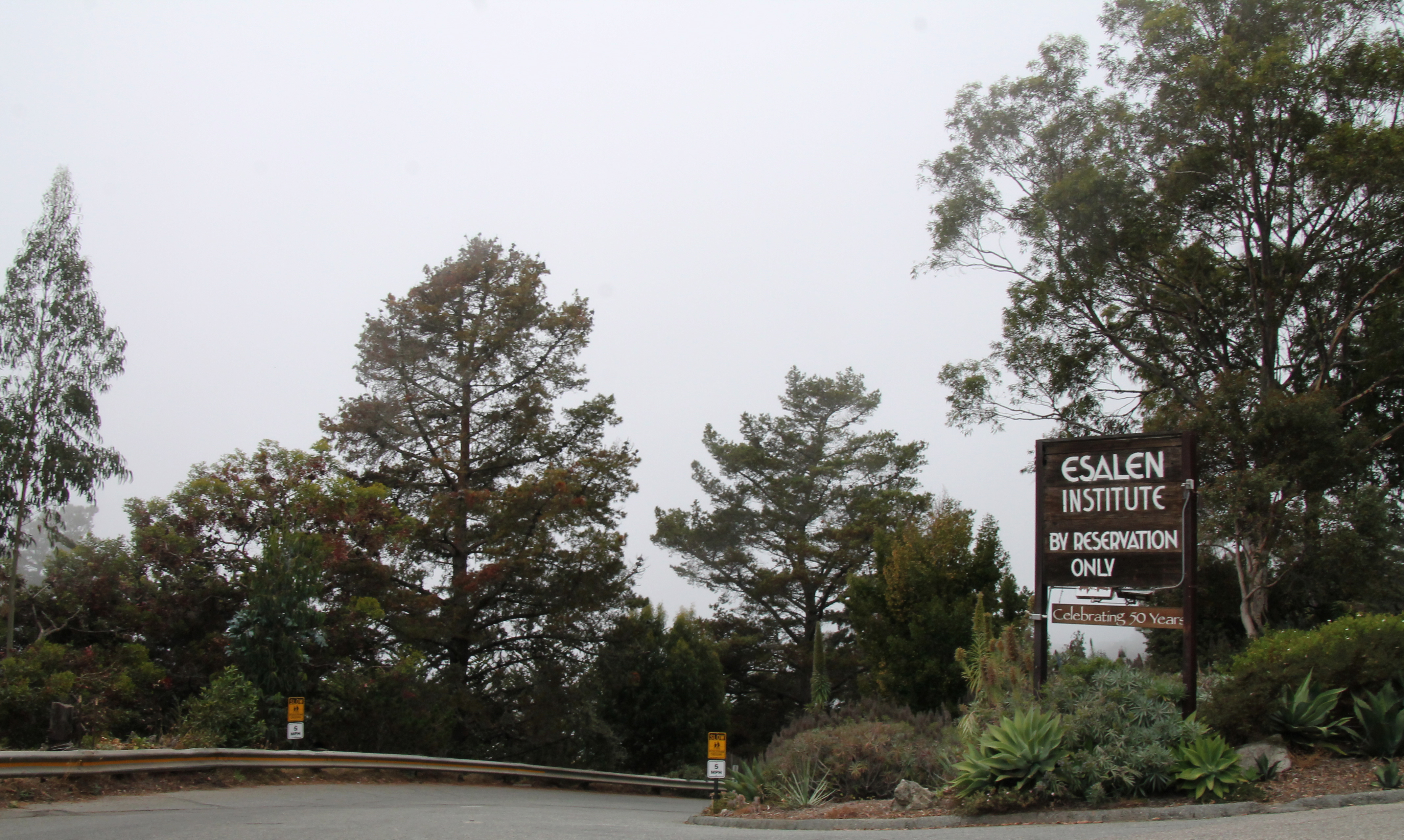
Esalen

Esalen is een gerenommeerd Amerikaans instituut voor humanistische studies in Big Sur, in Californië.
Het instituut is een denktank op het gebied voor toekomstige cultuur, geeft meer dan 500 verschillende workshops en doet onderzoek op het gebied van psychologie, filosofie, theologie, kunst en geesteswetenschappen.
Enkele bekende namen die aan het instituut werkzaam waren, zijn de oprichter van de gestalttherapie Fritz Perls en grondlegger van de gezinstherapie Virginia Satir.